# 西桐生站

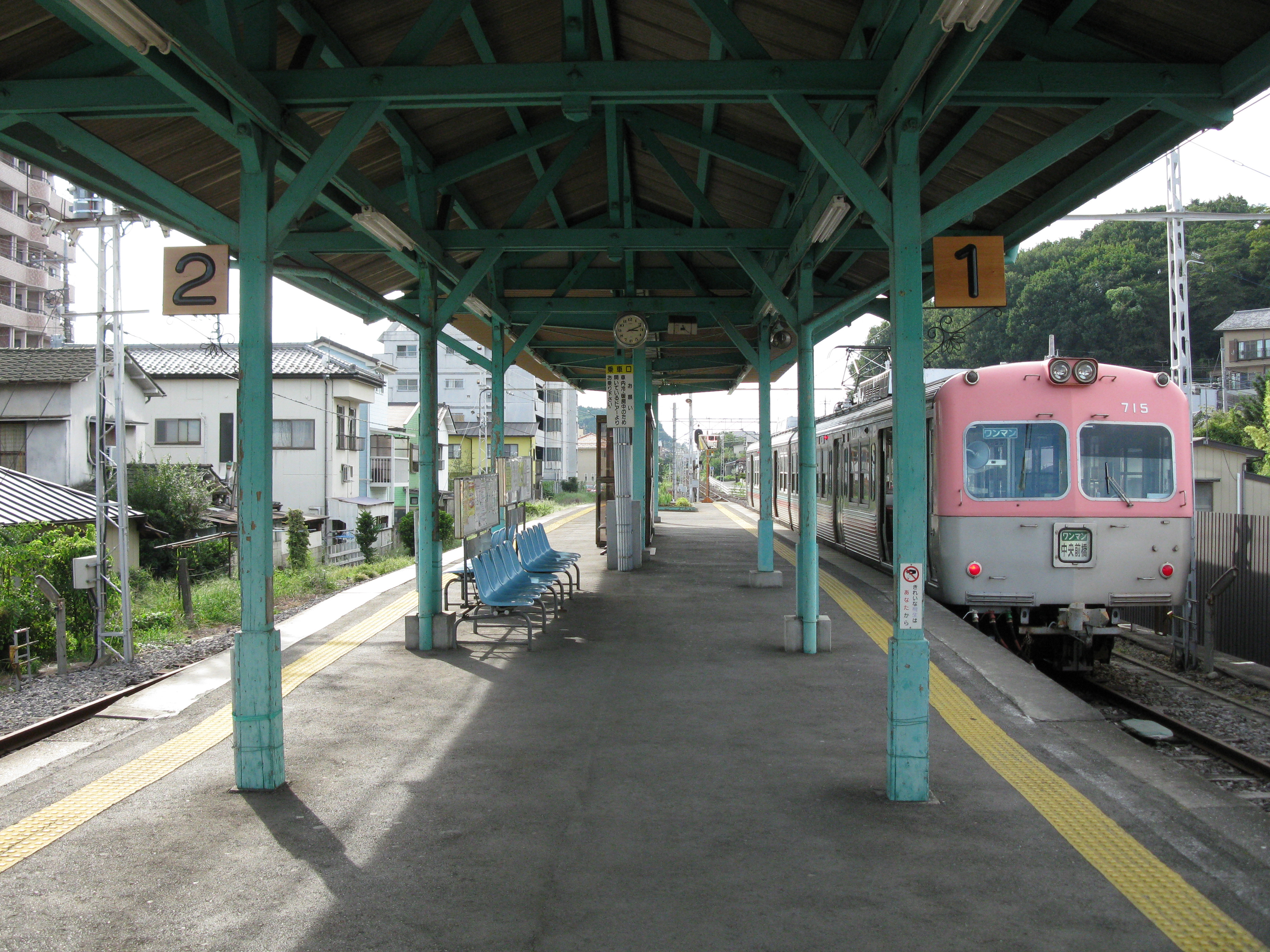
月台

西桐生站（日语：／ Nishi-Kiryū eki */?）是位於群馬縣桐生市宮前町二丁目1番33號，上毛電氣鐵道的上毛線車站。

## 歷史
- 1928年（昭和3年）11月10日 - 車站啟用。
- 1998年（平成10年） - 被選定為「關東車站百選」。
- 2005年（平成17年）12月26日 - 登錄為國家登錄有形文化財。

## 車站構造
此站是地面車站，設有1面2線的島式月台。
此站是直營車站，早上和深夜沒有車站職員當值。在早上會有列車交替在不同月台出發。日間後大部分列車都在北邊（1號月台）月台停靠。此站設有列車夜間停泊。
車站大樓在車站啟用時已經存在，為一座芒薩爾屋頂的西式建築物。但是在晚間宿舍房是一間和風日式榻榻米房間，鄰接三和土壤和土間。為東西合璧的建築物。

### 月台
| 月台 | 路線    | 方向         |
| ---- | ------- | ------------ |
| 1、2 | ■上毛線 | 中央前橋方向 |

## 使用狀況
以下為近年使用狀況數據。
| 上下車人次變化     | 上下車人次變化 |
| 年度               | 1日平均人次    |
| ------------------ | -------------- |
| 2009年（平成21年） | 1,698          |
| 2010年（平成22年） | 1,722          |
| 2011年（平成23年） | 1,818          |
| 2012年（平成24年） | 1,762          |
| 2013年（平成25年） | 1,774          |
| 2014年（平成26年） | 1,715          |
| 2015年（平成27年） | 1,658          |
| 2016年（平成28年） | 1,630          |
| 2017年（平成29年） | 1,638          |
| 2018年（平成30年） | 1,691          |
| 2019年（令和元年） | 1,633          |

## 車站周邊
- 桐生站（JR兩毛線 / 渡良瀨溪谷鐵道渡良瀨溪谷線）
- 山手通 (桐生市)（日语：山手通り (桐生市)）
- 群馬縣道351號西桐生停車場線（日语：群馬県道351号西桐生停車場線）
- MEGA唐吉訶德 桐生店
- 桐生市政廳（日语：桐生市役所）
- 桐生郵局（日语：桐生郵便局）
- 桐生宮前町郵局
- 桐生宮本町郵局
- 新川公園（日语：新川公園 (群馬県)）
- 桐生市立圖書館（日语：桐生市立図書館）
- 花月旅館
- 西桐生商務酒店
- 吾妻公園（日语：吾妻公園）
- 水道山公園
- 水道山紀念館（日语：水道山記念館）
- 大川美術館（日语：大川美術館）
- 九區遊園地（公園）
- 光明寺
- 桐生市立西幼稚園
- 桐生市立西小學（日语：桐生市立西小学校）
- 桐生大學附屬中學·桐生第一高等學校（日语：桐生大学附属中学校・桐生第一高等学校）

## 其他
- 電影《不要嘲笑我們的性（日语：人のセックスを笑うな）》中，主角首次到訪工作室時，於此站下車。
- 電影《只想告訴你》中，於站前廣場取景。

## 相鄰車站
上毛電氣鐵道
上毛線
丸山下－西桐生

## 注腳
1. 1 2  西桐生駅-桐生市ウェブサイト （页面存档备份，存于）（日語），2012年1月19日參閲覧。
2. ↑  市内鉄道の年間乗降客数 （页面存档备份，存于） - 桐生市

## 外部連結
- 上毛電氣鐵道　沿線資訊 （页面存档备份，存于）（日語）